# چشمه اسپالاسیون اروپا

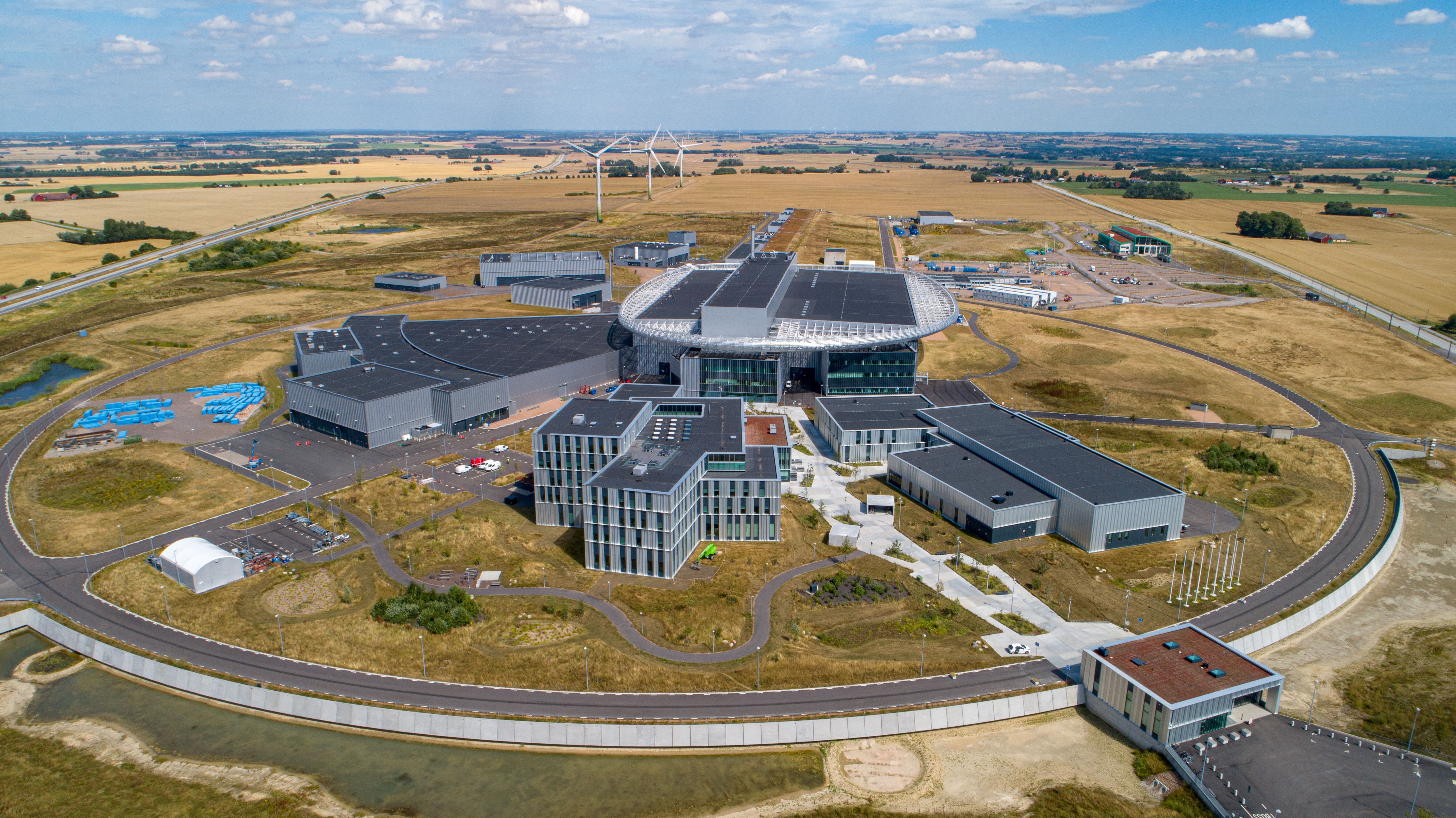
چشمه اسپالاسیون اروپا در لوند

چشمه نوترون اسپلاسیون اروپا که با نام اختصاری ESS ("چشمه اسپلاسیون اروپایی") نیز شناخته می‌شود، نام یک مرکز تحقیقاتی چند رشته‌ای است که از قوی‌ترین منبع نوترونی در جهان استفاده خواهد کرد. این تأسیسات در لوند، سوئد ساخته می‌شود. این پروژه مشترک سیزده کشور اروپایی است. انتظار می‌رود ساخت و ساز در سال ۲۰۲۵ تکمیل شود. ESS با استفاده از فرایند اسپالاسیون (فرآیندی که در آن ماده ذراتی را در اثر ضربه یا استرس منتشر می‌کند)، از طریق برخورد پروتونهای شتاب‌دار روی هدفی با جنس تنگستن که در دمای پایین با هلیوم مایع نگهداری می‌شود، نوترون تولید می‌کند. برای تحقیق در مورد مواد مختلف با کاربرد در زمینه‌های علمی و فناوری متعدد به اتاقهای آزمایشی منتقل می‌شوند. طبق مشخصات، پرتوهای نوترونی چشمه اسپلاسیون اروپایی تا ۳۰ برابر روشن‌تر از پرتوهای تولید شده در سایر منابع مشابه است.